# Stephanophyllia complicata
Stephanophyllia complicata is een rifkoralensoort uit de familie van de Micrabaciidae. De wetenschappelijke naam van de soort is voor het eerst geldig gepubliceerd in 1876 door Moseley.